# Trenta righe per un delitto
Trenta righe per un delitto è una miniserie TV italiana in 4 episodi, andata in onda in prima visione su Rai 2 nel 1998, diretta da Lodovico Gasparini. Nello stesso anno la serie ha avuto un seguito, Cronaca nera, diretto da Gianluigi Calderone e Ugo Fabrizio Giordani.

## Trama
Walter Cherubini, giornalista sportivo dell'immaginario quotidiano di Parma La Provincia, a seguito della denuncia di un caso di doping verso un giocatore della locale squadra di rugby viene minacciato di licenziamento da parte dell'editore del giornale, il quale è anche maggiore azionista della squadra. Passato alla cronaca nera, con la sua perseveranza e a dispetto dell'inesperienza nel campo aiuterà la polizia a risolvere alcuni casi.

## Episodi
| Stagione       | Episodi | Prima TV |
| -------------- | ------- | -------- |
| Prima stagione | 4       | 1998     |